# Bresnik (Kraljevo)
Bresnik (Servisch cyrillisch Бресник) is een plaats in de Servische gemeente Kraljevo. De plaats telt 184 inwoners (2002).